# Świeże wiśnie
Świeże wiśnie (ang. Cherry Ripe) – wiersz siedemnastowiecznego angielskiego poety Roberta Herricka, zaliczanego do nurtu poezji metafizycznej.

## Charakterystyka ogólna
Utwór jest ośmiowersowym epigramatem, przez co jest typowy dla twórczości Herricka, który najchętniej wypowiadał się w takich właśnie krótkich formach. Poeta napisał około 2500 wierszy.

## Forma
Wiersz został napisany regularnym trocheicznym czterostopowcem katalektycznym (siedmiozgłoskowcem), z rymami męskimi. Schemat rymowania jest parzysty - aabbccdd. Poeta stosuje też aliterujące ze sobą epitety: full i fair. Herrick był mistrzem aliteracji, o czym świadczy wers: I sing of brooks, of blossoms, birds, and bowers (The argument of his book).

Cherry-ripe, ripe, ripe, I cry,
Full and fair ones; come and buy.

## Treść
Tytułowa fraza to głośno powtarzany okrzyk londyńskich przekupniów, stojących za straganami i zachwalających swój towar. Poeta wykorzystuje okazję, by skomplementować usta swojej ukochanej Julii, które przedstawia jako źródło soczystej czerwieni ofiarowanych owoców. Utwór jest dosyć typowy dla poezji Herricka, który wręcz specjalizował się w liryce miłosnej, mimo że był duchownym anglikańskim. 

## Przekłady
Wiersz Herricka przekładali Jerzy Pietrkiewicz, Stanisław Barańczak i Wiktor Jarosław Darasz.